# Lee Haskins
Pour les articles homonymes, voir Haskins.
Lee Haskins est un boxeur anglais né le 29 novembre 1983 à Bristol.

## Carrière
Passé professionnel en 2003, il devient champion d'Angleterre des poids mouches en 2004, super mouches en 2008 et poids coqs en 2013 puis champion d'Europe EBU des poids coqs à deux reprises en 2012 et 2015. Le 13 juin 2015, il remporte le titre de champion du monde des poids coqs IBF par intérim en battant par arrêt de l'arbitre au 6e round Ryosuke Iwasa. Le 20 novembre, le champion à part entière, Randy Caballero, est destitué pour ne pas avoir respecté la limite de poids autorisée à la veille de son combat contre Haskins qui devient le nouveau champion de la catégorie. Il confirme ce statut sur le ring le 14 mai 2016 en battant aux points Ivan Morales puis le 10 septembre 2016 en battant son compatriote Stuart Hall également aux points. Il est en revanche battu le 10 juin 2017 par son compatriote Ryan Burnett à l'issue des 12 rounds après avoir été compté par l'arbitre à deux reprises.